# Хиэда, Нэнэ
Нэнэ Хиэда (яп. 稗田 寧々 Хиэда Нэнэ, род. 15 января 1997 года, префектура Канагава, Япония) — японская сэйю и участница идол-группы Dialogue+. Лауреат премии Seiyu Awards в категории «Лучшая начинающая актриса» (2022).

## Биография
Нэнэ Хиэда родилась 15 января 1997 года в префектуре Канагава. Поначалу хотела стать певицей и автором-исполнителем, так как ей особенно нравился музыкальный коллектив Do As Infinity, концерты которого она с раннего детства посещала вместе со своей семьёй. На решение Хиэды стать сэйю повлияло творчество Мамору Мияно и Мааи Сакамото в различных сферах: от озвучивания аниме до исполнения песен и выступлений на радио. В августе 2012 года Хиэда приняла участие в шестой программе пробного прослушивания агентства талантов 81 Produce. Из 1672 участников она была выбрана одной из 23 финалистов и получила специальный приз, а также спонсорский приз от издательства Shogakukan.
В начале апреля 2016 года Хиэда официально заключила контракт с 81 Produce. В аниме-сериале Gundam Build Divers, трансляция которого проходила с апреля по сентябрь 2018 года, она была выбрана на роль Момоки Ясиро. В конце августа 2018 года Хиэда вошла в состав баскетбольной команды 3х3, состоящей из актрис-сэйю. В 2019 году она стала участницей идол-группы Dialogue+, в состав которой вошли, помимо Хиэды, семь молодых актрис-сэйю. Дебютный сингл группы под названием «Hajimete no Kakumei!», титульный трек с которого стал открывающей музыкальной темой аниме-сериала High School Prodigies Have It Easy Even in Another World, был выпущен 23 октября 2019 года. В игре для мобильных устройств Cue! (2019) Хиэда получила роль Маики Такатори, которую она позднее повторила в одноимённой аниме-адаптации. В 2020 году была утверждена на роли Мисы Илиороуг в аниме-сериале The Misfit of Demon King Academy и Мияко Мугурумы в Warlords of Sigrdrifa. В 2021 году озвучила Юдзу Идзуми в Bottom-tier Character Tomozaki и Доки-тян в ONA-сериале Ganbare Doukichan; в рамках последнего Хиэда единолично исполнила закрывающую музыкальную тему «Lady Go».
В начале марта 2022 года совместно с тремя другими актрисами-сэйю получила премию Seiyu Awards в категории «Лучшая начинающая актриса».

## Избранная фильмография

### Аниме-сериалы
2018
- Gundam Build Divers — Момока Ясиро[5]
- Kiratto Pri Chan — амеханы
- Layton Mystery Tanteisha: Katori no Nazotoki File — Неро (в детстве)
- Pop Team Epic — подруга

2019
- Kakegurui — заместитель председателя Управления по выборам, ученица-гяру B

2020
- The Misfit of Demon King Academy — Миса Илиороуг[13]
- Warlords of Sigrdrifa — Мияко Мугурума[14]

2021
- Bottom-tier Character Tomozaki — Юдзу Идзуми[15]

2022
- Cue! — Маика Такатори[12]
- Love After World Domination — Мисаки Дзингудзи[19]
- Skeleton Knight in Another World — Понта[20]

2023
- Classroom for Heroes — Сенк[21]
- Ippon Again! — Анна Нагумо[22]
- The Misfit of Demon King Academy (первая часть второго сезона) — Миса Илиороуг[23]
- The Reincarnation of the Strongest Exorcist in Another World — Аму[24]
- Too Cute Crisis — Надзуна Эндо[25]

2024
- Bottom-tier Character Tomozaki 2nd Stage — Юдзу Идзуми[26]
- Chained Soldier — Ятихо Адзума[27]
- Chillin’ in Another World with Level 2 Super Cheat Powers — Белано[28]
- Re:Monster — Рубилия[29]
- The Misfit of Demon King Academy (вторая часть второго сезона) — Миса Илиороуг
- Tsukimichi: Moonlit Fantasy (второй сезон) — Юно Рембрандт[30]
- «Кайдзю № 8» — Акари Минасэ[31]

2025
- Headhunted to Another World — Геном[32]
- I Got Married to the Girl I Hate Most in Class — Сисэй Ходзё[33]
- I Left My A-Rank Party to Help My Former Students Reach the Dungeon Depths! — Рейн[34]
- Possibly the Greatest Alchemist of All Time — Рэйва[35]
- Summer Pockets — Камомэ Кусима[36]

### ONA
- 2021 — Ganbare Doukichan — Доки-тян[16]

### Компьютерные игры
2017
- Azur Lane — KMS Elbe
- Destiny of Crown — Масамунэ[37]
- Grand Summoners — Риффили, Катерина
- Mobile Legends: Bang Bang — Лайла
- Shinyaku Arcana Slayer — Канами
- Shirohime Quest — Ямадзё Акутагава

2019
- Cue! — Маика Такатори[11]

2020
- Last Period — Лулу
- Sakura Kakumei: Hanasaku Otome-tachi — Кёко Торибэ[38]
- Shinobi Master Senran Kagura: New Link — Ранмару

## Награды и номинации
| Год  | Награда      | Результат | Категория                                                                      | Работа | Прим.  |
| ---- | ------------ | --------- | ------------------------------------------------------------------------------ | ------ | ------ |
| 2022 | Seiyu Awards | Победа    | Лучшая начинающая актриса (вместе с Канатой Айкавой, Хикару Акао и Хинаки Яно) | н/д    | [ 18 ] |